# ブルーレット
ブルーレットは、小林製薬が製造販売する水洗トイレ用芳香・消臭・洗浄剤を中心としたブランド名である。

## 概要
1969年6月10日発売開始。後に小林製薬の四代目社長となる小林一雅が訪米した際に見かけたトイレ洗浄剤をモデルに開発を思い立ったという。しかし、アメリカと異なり当時の日本では下水道の普及率がまだ低く、浄化槽で使用後の汚水を一旦溜めて濾過し、汚れを取り除いてから放流する方法が主流であり、浄化槽内のバクテリアに影響するため塩素が使用できないという制約があった。開発の際、大阪工場の屋上には十数基の水洗トイレが設置され、試作品を作っては屋上のトイレで実験し、欠点が改善されれば再び屋上へという地道な作業が繰り返され、色を一定にするまでには約1年を要した。その後も香りや水温の問題、製造方法や製造コストにも取り組み、実際に製品として完成したのは開発着手から4年後のことだった。
当初は、水洗トイレのタンク内に針金で容器を吊す形式（現在の「ブルーレットつり下げ」に相当）で、重いタンクの蓋を取り外す必要に加えて、容器から漏れ出す薬液で手が汚れるなど、主婦の女性には設置が煩わしい製品であったこと、効果の持続性が短いなどの難点があった。そうした悪条件を克服するにつれて売り上げを徐々に伸ばし始め、数年後には採算ラインに到達するまでになった。粘り強い販促活動に加えて、都市部を中心に団地が急増し、下水道普及率やトイレの水洗化率の向上といった社会的条件も追い風となり、リピート率の高さも手伝って累計出荷個数1億個を超える典型的なロングセラーブランドに成長した。
さらに市場への定着を促すうえで転機となった商品は、1986年に発売された「ブルーレットおくだけ」（水盆の上に設置するオンタンクタイプ）、1991年に発売された「ブルーレットドボン」（タンクの底に固着する投げ込み式固形タイプ）であり、設置の手間を劇的に減らし、販売数が飛躍的に増加した。また、1997年にはオシャレ路線を訴求した「ブルーレット陶器のおくだけ（後の「ブルーレットSelect」）」を発売。2001年には無色の液体タイプ「液体ブルーレットおくだけ」を発売。
初期の製品は青色のみで、「ブルーレット」の名もそれに由来するが、現在は他にグリーンの水仕様や、1990年に発売を開始した無色タイプを加えた三本立ての展開となっている。特に無色タイプは排泄物の健康チェックに支障をきたさないという点で一定の需要があるとされる。
小林製薬にとっては、このブルーレットが家庭用品（トイレタリー）参入第一号の製品であり、従来は医薬品専業メーカーでありながら、その後急速に家庭用品事業を拡大していく端緒となった。
2014年6月には、タンクレストイレの普及に対応し、便器に直接ジェルを貼り付ける「ブルーレットデコラル」が発売され、2015年4月には繰り返し使用可能のスタンプ式「ブルーレットスタンピー」も発売された。
同年11月10日に、「最新の年間売上に基づく、水洗トイレのタンクに設置するトイレケアの最大ブランド」としてギネス世界記録に認定された（洗剤・日用雑貨のカテゴリにおける売上No.1認定はギネス世界記録史上初）。記録として認定された2013年の累計売上は過去最高額である138億1345万5655円（正式認定数値）であった。
2022年8月には世界展開への足掛かりとして、「液体ブルーレットおくだけ」をベースにした中国向け仕様「波乐清（ボールーチン）」をECサイトにてテスト販売を開始した。硬水環境下に合わせた処方にするととともに、水洗トイレに水盆が設けられていない中国の水洗トイレ事情に対応し、先にパーツをタンクの角にセットしてから本体をセットする形式が採用され、また、トイレと浴室・洗面台・洗濯機などが同じ部屋内に設置されている事情を踏まえ、容器下部の開口面積が拡げられ、空間にも芳香が可能なように工夫されている。
有名な「ブルーレットおくだけ♪」というCMソングは歌手のミネハハが歌っている。

## 現行製品
2020年4月に「ブルーレット」のブランドロゴが変更されており、既存の「液体ブルーレット」シリーズ全品（おくだけ・おくだけアロマ・おくだけ除菌EX・Premium PERFUME）、ドボン2倍（無色の水を除く）、デコラル除菌効果プラスも同年6月にブランドロゴ変更に伴うパッケージデザイン変更を行いリニューアルされた。
また、2021年より小林製薬の独自基準である「製品開発エコ基準」を1つでも満たした製品に「エコをカタチに」マークの表記を開始し、「ブルーレット」では同年4月にリニューアルされた「ブルーレットスタンピー」シリーズの本体と、同時期に発売された「液体ブルーレットおくだけ 除菌EXフレグランス」のつけ替用から開始され、その後、「液体ブルーレット」全製品と無色を除く「ブルーレットおくだけ」の付け替え用にも自然切替により同マークを表記している。

### 水洗タンクの上に置くタイプ
ブルーレットおくだけ（固形・ブルー/ライトブルー/グリーン）
1986年発売。汚れ付着防止成分を配合したブルーレットの基盤製品。2007年からは薬剤の包装が袋からポーションカップ容器に変更されている。2011年10月にはライトブルーの水とした「ブルージャスミンの香り」と「心地よいピンクソープの香り」の2種類を追加した。他に、「ブーケの香り（ブルーの水）」、「ハーブの香り（グリーンの水）」、「ラベンダーの香り（ブルーの水）」があり、全部で5種類ある。
2016年4月にリニューアルされ、「ブルージャスミンの香り」・「心地よいピンクソープの香り」と「ブーケの香り」・「ハーブの香り」・「ラベンダーの香り」で形状が異なっていた容器が楕円形状のワンタッチ式容器に統一された（なお、つめ替用は従来の「ブルーレットおくだけ」の容器にもつめ替え可能である）。
ブルーレットおくだけ 漂白剤（固形・無色）
1995年発売。塩素系のトイレ用漂白剤（塩素系だが、他の「ブルーレット」同様、浄化槽に影響がない製品設計となっている）。販売当初の名称は「ブルーレットおくだけ 洗浄漂白剤」。微香性で、星型容器となっている。
無色のブルーレットおくだけ（固形・無色）
1990年発売。「ブルーレットおくだけ」の無色タイプ。販売当初の名称は「ブルーレット無色のおくだけ」。ソープの香り。「ブルーレットおくだけ」同様に、2016年4月にリニューアルされ、楕円形のワンタッチ式容器となった（つめ替用は従来の「無色のブルーレットおくだけ」の容器にもつめ替え可能）。2023年に本体が製造終了となり、つけ替用のみとなった。
液体ブルーレットおくだけ（液体・無色）
2001年発売。洗浄・防汚成分を配合。2025年7月時点で「ミントの香り」、「せっけんの香り」、「ピーチの香り」、「清潔なブルーミーアクアの香り」、「森の香り」、「洗い立てほのかな柔軟剤の香り ホワイティフローラル」、「やすらぎそよぐラベンダーの香り」、「ピンクローズの香り」、「心やすらぐカモミールの香り」、「心なごむ炭の香り（本品のみ消臭効果もあるため、芳香消臭剤に区分される）」、「心やすらぐスパフラワーの香り」の11種類が発売されている。本体は2022年春に「ミントの香り」・「せっけんの香り」・「ピーチの香り」の3種類に絞られ、2025年春に「ピーチの香り」がつけ替用のみに移行したため、2種類となった。
なお、2016年春までは下容器の足部が4本足で、つけ替用は「液体ブルーレットおくだけ」専用（「液体ブルーレットおくだけアロマ」と互換使用は可能）だったが、同年より下容器の足部を2本足に改良されたことで、現行（2016年以降製造）「おくだけ」の下容器は「おくだけアロマ」以外の「液体ブルーレット」シリーズのつけ替用も使用可能となった。
液体ブルーレットおくだけアロマ（液体・無色）
2012年3月発売。「液体ブルーレットおくだけ」にアロマ調フレグランスを採用し、香りに重点を置いた製品。「フローラルアロマの香り」、「リラックスアロマの香り」、「リフレッシュアロマの香り（2013年3月発売）」、「心ときめくプリンセスアロマの香り（2014年9月発売）」、「南国リゾート ハワイアンアロマの香り（2017年4月発売）」、「エキゾチックな オリエンタルアロマの香り（2017年9月発売）」の6種類。本体は2022年春にラインナップを「フローラルアロマの香り」と「リラックスアロマの香り」の2種類に絞られ、2025年春に「リラックスアロマの香り」がつけ替用のみに移行されたため、「フローラルアロマの香り」のみとなった。
「液体ブルーレットおくだけ」同様、2016年春までは下容器の足部が4本足で、つけ替用は「液体ブルーレットおくだけアロマ」専用（「液体ブルーレットおくだけ」との互換使用は可能）だったが、同年より下容器の足部を2本足に改良されたことで、現行（2016年以降に製造）の下容器は「おくだけ」以外の「液体ブルーレット」シリーズのつけ替用も使用可能となった。
液体ブルーレットおくだけ除菌EX（液体・無色）
2013年3月発売。既存の「液体ブルーレットおくだけ」に除菌処方をプラスした製品（"EX"は製品名であって除菌レベルを表現していないため、パッケージや製品情報サイトにその旨が記載されている）。「スーパーミントの香り」、「ロイヤルブーケの香り」、「スーパーオレンジの香り（2014年4月発売）」、「パワースプラッシュの香り（2015年3月発売）」、「パワーウォッシュの香り（2016年4月発売）」、「スーパーアクアソープの香り（2017年9月発売）」、「無香料」、「ブルーミーアクアEXの香り（2022年9月発売）」の8種類。「スーパーオレンジの香り」の発売時には既存の香りも青を基調としたパッケージへリニューアルされた。なお、「ブルーミーアクアEXの香り」は発売時よりつけ替用のみの設定である。
発売当初、つけ替用は「液体ブルーレットおくだけ除菌EX」専用だったが、2018年秋に仕様変更され、他の「液体ブルーレット」シリーズの下容器（おくだけ・おくだけアロマは2016年以降に製造された下容器に限る）にも使用可能となった。
2024年4月に内容量を減容（70ml→67ml）。同年秋に「ロイヤルブーケの香り」と「パワーウォッシュの香り」をつけ替用のみに移行されたため、本体は5種類となった。
液体ブルーレットおくだけ除菌EX フレグランス（液体・無色）
2021年4月発売。既存の「液体ブルーレットおくだけ除菌EX」の香りを香水調フレグランスとした製品。「アロマティックフローラル」、「アロマティックソープ」、「リラクゼーションアロマ」、「ピーチEX（2023年3月発売）」、「リラックスアロマEX（2023年9月発売）」、「フローラルアロマEX（2022年9月発売）」、「森EX（2023年3月発売）」、「プリンセスアロマEX（2024年4月発売）」の8種類に加え、2025年4月に「液体ブルーレット 除菌」として発売されていた「北欧 レモンリーフ」・「クリーン&アロマ ウォータリーリリー」・「シトラス クリアレモン」・「ホワイト ホワイティッシュリリー」の4種類をリニューアルの上でラインナップに統合されたことで、「ブルーレット」内で最多となる12種類に拡大された。
2024年4月に発売当初の3種類から「リラックスアロマEX」までの7種類の内容量を減容（70ml→67ml）。本体は発売当初からの3種類のみだったが、2025年4月に「リラクゼーションアロマ」に替わって「ホワイト ホワイティッシュリリー」が追加された。
液体ブルーレットPremium PERFUME（プレミアム パフューム、液体・無色）
2018年3月発売。従来発売されていた「ブルーレットPerfume」の後継製品で、既存の「液体ブルーレットおくだけ」にフレグランスオイルを配合した製品。香りは「フルールシャボン」と「ホワイトフローラ」の3種類。2020年6月のリニューアルに伴い、「ブルーレットPremium PERFUME」から製品名が変更された。
2019年秋につけ替用が仕様変更され、他の「液体ブルーレット」シリーズの下容器（おくだけ・おくだけアロマは2016年以降製造の2本足仕様に限る）にも使用可能となった。なお、ツインタンク仕様である「ブルーレットPerfume」との互換使用は不可となる。
液体ブルーレット除菌 Premium PERFUME（液体・無色）
2024年9月発売。既存の「液体ブルーレットPremium PERFUME」に除菌機能を付加したもの。香りは「フルールシャボン」のみ。
ねこがたブルーレット
2022年7月に数量限定品となる「ねこがたブルーレットおくだけ除菌」として発売され、2023年4月にレギュラー化された。タンクの形状がネコ型となり、顔シールが同梱される。なお、レギュラー化に際しては香りのラインナップを青のタンクの「きれいニャ感じのするミントの香り」とピンクのタンクの「夢で見たおはニャ（花）畑の香り」の2種類に絞られ（オレンジのタンクの「大好きニャみかん箱の香り」は廃止）、つけ替用が追加された（つけ替用にも顔シールが同梱されるため、本品のみ包装が箱型の紙製となる）。2024年4月に内容量が減容（70ml→67ml）された。
なお、つけ替用は他の「液体ブルーレット」シリーズの下容器（おくだけ・おくだけアロマは2016年以降製造の2本足仕様に限る）にも使用可能である。
液体ブルーレット はなリウム（液体・無色）
2020年9月発売。透明のタンクに造花の花びらを浮かべたデザインとし、生花調の香りとした製品。香りは「アロマティックローズ」、「エッセンシャルミュゲ」、「ピュアブルーム（2021年9月発売）」の3種類。2025年春に本体を「アロマティックローズ」のみに集約された。
液体ブルーレット 除菌効果プラス（液体・無色）
2020年4月発売。界面活性剤を高配合した水洗トイレ用合成洗剤。使用方法は水洗タンクの上に置くタイプの「ブルーレット」と同じである。香りは「EXミントの香り」と「EXオレンジの香り」の2種類。また、つけ替用は2個入で、他の「液体ブルーレット」シリーズの下容器（おくだけ・おくだけアロマは2016年以降製造の2本足仕様に限る）にも使用可能である。2024年4月に内容量が減容（70ml→67ml）された。

### タンクの中に入れるタイプ
ブルーレット ドボン（青/緑/無色）
1991年発売。2014年9月現在、2倍容量の120g入り長持ちタイプ「ブルーレットドボン2倍」が主流で、香りも「ブルーミントの香り」、「ラベンダーの香り」、「ハーブの香り」、「せっけんの香り」、「グレープフルーツの香り」の5種類で、「せっけんの香り」、「グレープフルーツの香り」は無色タイプである。なお、「ブルーミントの香り」には標準サイズ（60g）の「ブルーレットドボン」もラインナップされている。
ブルーレット ドボン漂白剤（無色）
1996年発売。塩素系のトイレ用漂白剤。販売当初の名称は「ブルーレットドボン 洗浄漂白剤」。
ブルーレット つり下げ（青色）
1969年発売。ブルーレットの元祖製品で、3つの洗浄成分を配合した吊り下げタイプ。発売から45年経過しているが、細やかな改良を行いながら現在でも販売されている。

### 便器にジェルを貼り付けるタイプ
ブルーレットデコラル
2014年9月発売。容器先端を便器に押し当て、容器を押すことで花びら型のジェルができ、2箇所貼り付けて使用する。洗浄・防汚成分配合。1本で約10日間使用でき、貼り付けてから2週間以上経過した場合やジェルが小さくなったらトイレブラシで擦ってトイレ用洗剤として使用可能。1本使いきりタイプで、3本入り（約1ヶ月分）である。香りは「リラックスアロマの香り」、「爽やかな森と花の香り」、「アロマピンクローズの香り（2015年9月発売）」、「ピーチの香り（2020年9月発売）」の4種類。
「ピーチの香り」は後述する「デコラル 除菌効果プラス」同様に、新ブランドロゴに変更され、その後、他の既存品もブランドロゴが切り替えられた。
ブルーレットデコラル 除菌効果プラス
2017年10月発売。「ブルーレットデコラル」に除菌成分（黒ズミの発生原因となる菌の増殖を抑える成分）を配合した製品。1本あたりの持続日数が約1週間（1日15回流した場合）のため1パック（3本）で約3週間分となる、香りは2019年4月に発売された「フレッシュソープの香り」のみ
ブルーレットデコラル 除菌EX
2022年秋に「ブルーレットデコラル 除菌効果プラス」の「フレッシュフローラルの香り」の製品名とパッケージデザインを変更したもの。
ブルーレットスタンピー除菌 黒ズミ対策
2016年4月に「ブルーレットスタンピー除菌効果プラス」として発売。「ブルーレットスタンピー」に除菌成分（黒ズミの発生原因となる菌の増殖を抑える成分）を配合した製品。1本あたりの使用回数は「ブルーレットスタンピー」と同じだが、1回あたりの使用期間が約1週間のため、1本で約30日分（3本入り包装のつけ替用は約90日分）となる。発売当初は「スーパーミントの香り」のみだったが、2016年9月に「フレッシュコットンの香り」、2017年4月に「フローラルアロマの香り」が順次発売され、3種類となっている。
「スタンピー」同様、2018年11月のリニューアル時にキャップの形状と組立手順を変更（ジェル容器のキャップを外すタイミングがグリップ差し込み前からグリップ差し込み後に変更）。2020年4月のリニューアル時にはブランドロゴの変更を含めてパッケージデザインが変更され、つけ替用は2本（約60日分）から3本（約90日分）に増量。2021年4月のリニューアル時に本体のグリップ形状を変更。2023年春にパッケージデザインが変更され「ブルーレットスタンピー除菌」に改名。2024年秋にパッケージデザインと製品名が再度変更された。
ブルーレットスタンピー除菌 黒ズミ対策 フレグランス調
2020年4月に「ブルーレットスタンピー除菌フレグランス」として発売。「ブルーレットスタンピー除菌 黒ズミ対策」をベースに香りを重視した製品。香りは「フレグランスフローラル」、「フレグランスソープ」、「フレグランスラベンダー（2021年4月発売）」の3種類。つけ替用は3本入（約90日分）で、グリップは「除菌 黒ズミ対策 フレグランス調」以外の「ブルーレット スタンピー」シリーズのグリップでも使用が可能である。
2021年4月に「スタンピー」・「スタンピー 除菌効果プラス」同様に、本体がグリップ形状を変更するリニューアルが行われた。2024年秋にパッケージデザインと製品名が変更された。

### トイレ掃除用品
ブルーレットトイレ洗浄中（錠剤）
便器のトラップに投入する水洗トイレ用洗浄剤。元々は単独製品で発売されていたが、2017年に「ブルーレット」ブランドへ編入され、製品名が変更された。
ブルーレットさぼったリング（粉末・塩素系）
便器のトラップに投入する水洗トイレ用洗浄剤。元々は「トイレ洗浄中」のシリーズ品として「トイレ洗浄中さぼったリング」の製品名で発売されていたが、2017年に「ブルーレット」ブランドへ編入され、製品名が変更となった。
ブルーレットさぼったリング 大盛り泡（粉末・塩素系）
2019年10月発売。既存の「ブルーレットさぼったリング」の2.75倍の容量（1袋110g、通常の「ブルーレットさぼったリング」は1袋40g）とすることでより多くの泡を発生させて広範囲の洗浄を可能にした製品。

## 製造終了品
ブルーレット（初代）
1990年代にブルーレットつり下げに承継。かつては本体容器にロゴマークが印刷されていた。
液体ブルーレット（初代）
1980年代初頭に存在した。現在のものとは異なり、洗浄液の入ったボトルをタンクに入れる形で液は色付きだった。
ブルーレットおくだけ2タンク
1987年発売。前年発売の「ブルーレットおくだけ｣に続く商品。洗浄剤と漂白剤が付いているが、1990年代前半ごろに発売を終了した。なお、洗浄剤は後の「ブルーレットおくだけ洗浄漂白剤」と「ブルーレットドボン洗浄漂白剤」に引き継がれた。
ブルーレット液体トイレ洗浄中
2009年春製造終了。
ブルーレット漂白玉プラス（液体+固形・無色）
2008年4月発売。濃縮洗剤と漂白玉（塩素系）を組み合わせた。
ブルーレットおくだけ 黒ズミ対策（固形・ライトブルー）
2008年発売。通常の「ブルーレットおくだけ」と互換対応。「銀のブルーレットおくだけ」の代替製品であった。液体・無色タイプの「液体ブルーレットおくだけ除菌EX」が実質的な代替製品となる。
ブルーレットSelect（固形・ブルー/グリーン）
2008年発売。従来発売されていた「ブルーレット陶器のおくだけ」の改良品。発売当初はガラス製容器を使用した「シンプルタイプ」もラインナップされていたが、その後「陶器タイプ」のみのラインナップとなった。また、つめかえ用は「陶器のおくだけ」と互換対応している。香りは「優雅なバラ」、「清楚なすずらん」、「穏やかなハーブ」の3種類。2013年3月製造終了。
ブルーレットPerfume（液体・無色）
2009年3月発売。芳香液と洗浄液を分けたツインタンクタイプ。従来発売されていた「液体ブルーレットおくだけ Wリキッド」の改良品。香りは「ベビーフルール」、「スウィートリッチ」、「フローラルフルーティ」、「フローラルソープ」の4種類。「ブルーレットPremium PERFUME」へ継承の為、2018年3月製造終了。
液体ブルーレットBOTANICAL（ボタニカル、液体・無色）
2018年4月発売。既存の「液体ブルーレットおくだけ」にオーガニック調の香り成分を加えた製品。タンクには「BOTANICAL」の立体文字が施されている。香りはピンク色のタンクの「ボタニカルフローラルの香り」とグリーン色のタンクの「ボタニカルリーフの香り」の2種類。2020年6月のリニューアルに伴い、「ブルーレットBOTANICAL」から製品名が変更された。2022年3月製造終了。
液体ブルーレット除菌 北欧（液体・無色）
2021年9月に「液体ブルーレット 北欧」として発売。ナチュラル系の香りと茶色の下容器とした北欧風仕様で、除菌処方をプラスしている。香りは「レモンリーフ」と「ノルディックフラワー」の2種類。2024年4月に内容量が減容（70ml→67ml）され、パッケージデザインと製品名が変更された。2025年3月で製造を終了し、「レモンリーフ」のつけ替用は「液体ブルーレットおくだけ除菌EX フレグランス」へ統合された。
液体ブルーレット除菌 CITRUS（シトラス、液体・無色）
2022年3月発売。柑橘系の香りと除菌処方を採用した製品。香りは「クリアレモン」と「リフレッシングオレンジ」の2種類があるが、「リフレッシングオレンジ」は発売時よりつけ替用のみだった。2024年4月に内容量が減容（70ml→67ml）され、パッケージデザインが変更された。2025年3月で製造を終了し、「クリアレモン」のつけ替用は「液体ブルーレットおくだけ除菌EX フレグランス」へ統合された。
液体ブルーレット除菌 WHITE（ホワイト、液体・無色）
2023年4月発売。クリアタイプのタンクと除菌処方を採用した製品。香りは「ホワイティッシュリリーの香り」と「ホワイティッシュティーの香り」の2種類。2024年4月に内容量が減容（70ml→67ml）され、パッケージデザインが変更された。2025年3月で製造を終了し、「ホワイティッシュリリーの香り」（本体・つけ替用共）は「液体ブルーレットおくだけ除菌EX フレグランス」へ統合された。
液体ブルーレットおくだけ除菌EX 4D消臭（液体・無色）
2023年9月発売。既存の「液体ブルーレットおくだけ除菌EX」に消臭効果を付加したもの。製品名の"4D"とはトイレの4大悪臭のことで、便臭・尿臭・カビ臭・下水臭を指す。香りはブルー色のタンクの「消臭ウォッシュの香り」と黒のタンクの「消臭炭の香り」の2種類があるが、「消臭炭の香り」は発売時よりつけ替用のみだった。2025年3月製造終了。
液体ブルーレット除菌 CLEAN&AROMA（クリーン&アロマ、液体・無色）
2024年4月発売。こげ茶色のタンクを採用したもの。香りは「ウォータリーフラワー」と「ハーバルシトラス」の2種類だが、「ハーバルシトラス」は発売時よりつけ替用のみだった。2025年3月で製造を終了し、「ウォータリーフラワー」のつけ替用は「液体ブルーレットおくだけ除菌EX フレグランス」へ統合された。
ブルーレットデコラルPREMIUM
2017年4月発売。「ブルーレットデコラル」の香りに香水調フレグランスを採用した製品。容器も香水瓶風のデザインに変更されている。香りは「パルファム フラワリー」と「パルファム エレガント」の2種類。2023年3月製造終了。
ブルーレットスタンピー
2015年4月発売。使用方法・使用日数は「ブルーレットデコラル」と同じだが、1本で約4回分（約40日分）使用でき、グリップにジェル容器を装着するスタンプ式で、ジェル容器2本入り（約80日分）のつけ替用が設定されている。また、本体には保管用のスタンドも同梱する。
2018年11月のリニューアル時にキャップの形状と組立手順が変更（ジェル容器のキャップを外すタイミングがグリップ差し込み前からグリップ差し込み後に変更）され、後述する「スタンピー 除菌効果プラス」や「かんたんスタンピー」への移行に伴い、香りのラインナップが「心なごむリラックスアロマの香り」1種類のみに集約。2021年4月に本体のグリップ形状を変更するリニューアルが行われた。2022年9月製造終了。
ブルーレットかんたんスタンピー
2018年4月発売。「ブルーレットスタンピー」の1回使い切りタイプ（組立不要）。既存の「デコラル」や「スタンピー」とは異なり、貼付の箇所は1ヶ所のみ、1本あたりの使用期間が約2週間に延び、1箱（2本）で約1ヶ月分となる。香りは「リラックスアロマの香り」のみ。2019年に後述する「ブルーレットかんたんスタンピー 除菌効果プラス」に準じたパッケージデザインに変更されていた。2021年9月製造終了。
ブルーレットかんたんスタンピー 除菌効果プラス
2019年4月発売。「ブルーレットかんたんスタンピー」に除菌成分（黒ズミの発生原因となる菌の増殖を抑える成分）を配合した製品。1回あたりの使用期間は「ブルーレットスタンピー」と同じである。香りは「フレッシュコットンの香り」と「パワーシトラスの香り」の2種類。2021年9月製造終了。
ブルーレットスタンピー除菌 防カビプラス
2023年4月発売。「ブルーレットスタンピー除菌」に防カビ成分を配合した製品。オレンジの液色の「パワーシトラスの香り」のみであった。2024年9月製造終了。
ブルーレット泡ブラシ
2012年9月発売。便器の内側全面にスプレーし、約1分放置して流すムースタイプのトイレ用洗剤。香りはクリアミントとホワイティーローズの2種類。九州地区限定発売。2014年3月製造終了。
ブルーレット香るトイレ用洗剤
2013年9月発売。「液体ブルーレットおくだけ」の技術を応用することで使用量が少ないのが特徴。ふち裏を確認できるミラーシールも装着されている。香りはホワイティーローズの香りと爽やかフローラルの香りの2種類。塩素系成分不使用のため、つめ替用も設定されていた。2015年3月製造終了。

## 回収された商品
銀イオンの殺菌効果を謳う商品が流行している中で、2007年9月に「銀のブルーレットおくだけ」が発売された。パッケージには、便器の黒ズミの発生を防ぐ効果を謳っていたが、実際には銀イオンの配合量が少なく効果が認められず、2008年6月、小林製薬は公正取引委員会から不当景品類及び不当表示防止法第6条第1項の規定に基づく排除命令を受けている。なお製品自体は、先立つ同年2月中に公正取引委員会からの指摘を受け、回収を始めている。

## 備考
スタンプクリーナータイプの「スタンピー」を除き、ブルーレットシリーズ製品の注意書きに「簡易水洗式便器には使用できない」の旨があるので、簡易水洗便器への使用が不可となる。
タンクの中に直接投入する「ドボン」については、簡易水洗便器に加え、タンクの底が狭くドボンが入る場所がないタンク、内ぶたがあるタンク、節水型タンクへの使用も不可となる。
TOTOやLIXILなど衛生陶器メーカーでは、成分が把握できずタンク内の樹脂・ゴム製器具に劣化や着色の可能性があるとして、芳香洗浄剤の使用を推奨していない。